# 살기
살기(Thymallus yaluensis, 문화어: 사루기)는 연어과 살기속에 속하는 민물고기이다. 조선민주주의인민공화국 압록강 상류에서만 산다.
살기라는 이름은 여진어 또는 동북 방언으로 ‘물고기’를 뜻하는 말에서 유래하였다고 하는데, 이 말이 일제 강점기 중 일본인들에게 ‘사루기’(サルキ)로 와전되었다고 한다. 압록살기라고도 한다. 량강도 김형직군 남사로동자구에 위치한 살기의 산란지는 북한의 천연기념물 제371호로 지정되어 있다.
최대 몸 길이는 20cm이다. 북극살기와 상당히 비슷하여, 이전에는 그 아종인 T. arcticus yaluensis 또는 T. a. jaluensis로 분류되었다. 한편, 미토콘드리아 DNA를 보면 아무르살기의 이명으로 생각되기도 한다. 시베리아, 알프스산맥 일대, 미시시피강 등에서도 발견되었다고 하나 이는 다른 종과 혼동한 것으로 보인다.